# Ferruccio Ferrazzi
Ferruccio Ferrazzi (Róma, 1891. március 15. – Róma, 1978. december 8.) olasz festő és szobrász.

## Élete
Rómában, a via Buonarrotin született, Stanislao Ferrazzi szobrászművész (1860−1937) és Maria Ester Papi (1870−1945) legidősebb fiaként, akik eredetileg Castel Madamából, egy Tivoli melletti kis faluból származtak. A következő évben bátyja, Riccardo (1892−1969) jött világra, aki Benvenuto Ferrazzi művésznéven szintén festő volt, keresztnevét Benvenuto Cellini tiszteletére változtatva meg. 1896-ban és 1903-ban megszülettek Adele (vagy Adelaide) és Maria nevű nővérei.
Már gyermekkorában öccsével közösen közelített a festészethez: valójában, ahogy Ferruccio 1943-ban írja, „szénnel rajzoltuk első munkáinkat Reni Szent Mihályait és Raffaello puttóit”. Közben három évig Recanatiban élt, mert apja a Leopardi családnál talált munkát. A fővárosba visszatérve a Sette Sale utcában telepedtek le, a Domus Aurea közelében.

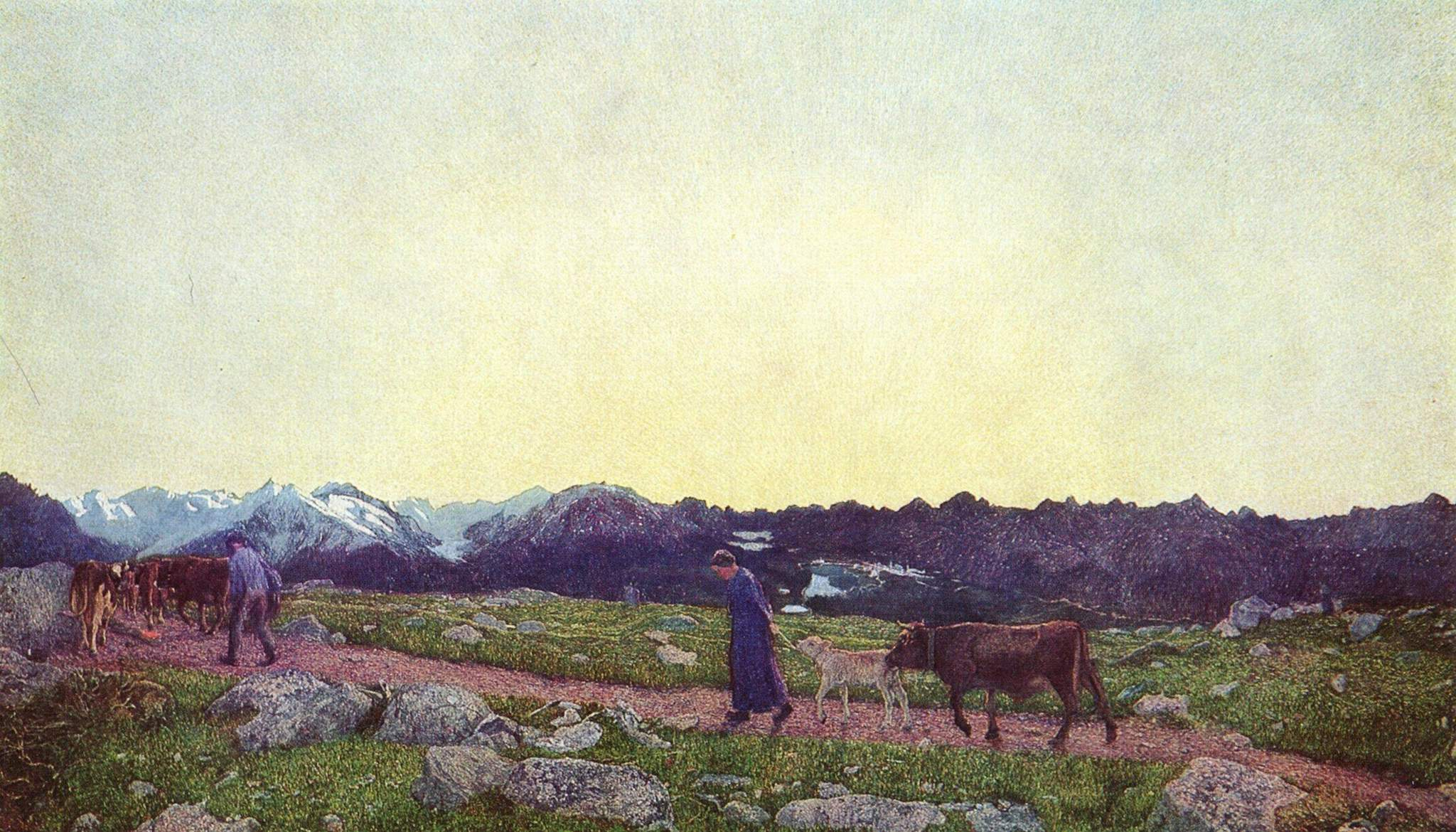
Giovanni Segantini: A természet

1904-ben Francesco Bergamini (Michele Cammarano tanítványa) műtermét látogatta. 1905-ben beiratkozott a via Ripetta-i Akt Szabadiskola tanfolyamaira és a Francia Akadémia esti tanfolyamaira, ahol alkalma nyílt olyan fontos személyiségekkel találkozni, mint Mario Sironi és Vincenzo Costantini, valamint Luigi Serra és Nino Costa munkáit tanulmányozni. 1907-ben a tizenhat éves művész kiállítátotta első képét, egy önarcképet, amely később elveszett, a római LXXVII. Esposizione di Belle Arti kiállításon. Két évvel később a capitoliumi kiállításon is részt vett La calce című festményével, amely Giovanni Segantini és a megosztottság hatását mutatja Ferrazzi serdülőkorában.
Az 1910-es Velencei biennálén kiállított Önarcképe, amelyen a művész prófétaruhában, csuklyával jelenik meg, valószínűleg Leitmotivja az elkövetkező hosszú művészi pályája önmagáról alkotott képsorozatának.
Időközben, 1908-ban elnyerte a Catel Institute négyéves életjáradékát, amely lehetővé tette számára, hogy teljesen a művészetnek szentelje magát. Ferrazzit a német Max Roederre bízták, aki bemutatta Rómában alkotó honfitársainak, és megpróbálta közelebb vinni őt az idealizmushoz. A fivéreknek évekig tartó kemény fizikai munkában is részük volt: 1910-ben apjuk földet vásárolt San Lorenzóban, ők pedig segítettek neki házat építeni, amelyet néhány évvel később egy polgári per miatt el is kellett hagyniuk.
Ferrazzi kezdte felkelteni a művészvilág figyelmét, és azonnal bebizonyította, hogy tud több modellel, személyesen dolgozni. Nyilvanvaló, hogy a művészet nagyjairól való másolás nélkülözhetetlen volt számára azóta, hogy lemásolta a „Raffaello puttói”-t, és a Focolarét (amelyben a főszereplő egy család – Ferrazzi művészetének másik kulcstémája –, akiknek a vacsoráját a falra helyezett olajlámpa világítja meg), a Palazzo Bazzaniban az 1911-es Római Nemzetközi Kiállítás részeként bemutatott mű is felfedi «azt a kezdeti ünnepélyességet, amelyre 18 éve törekedtem, amikor úgy gondoltam, hogy Segantinit akarom követni», senki sem látott benne konszenzust Giovanni Cena népszerű apostolkodásával.
A Római Szecesszió Első Nemzetközi Művészeti Kiállításán való részvétele 1913-ra nyúlik vissza, Genitricével. Decemberben elnyerte az országos művészeti díjat, ennek köszönhetően sikerült nagyobb gazdasági függetlenségre szert tennie, és saját műterme lett Via Ripettán. Ferrazzi addig idegen hatásoktól zárt művészete a következő évben édesapjával tett első külföldi utazásának köszönhetően szerzett döntő ingereken teljesedett ki. 

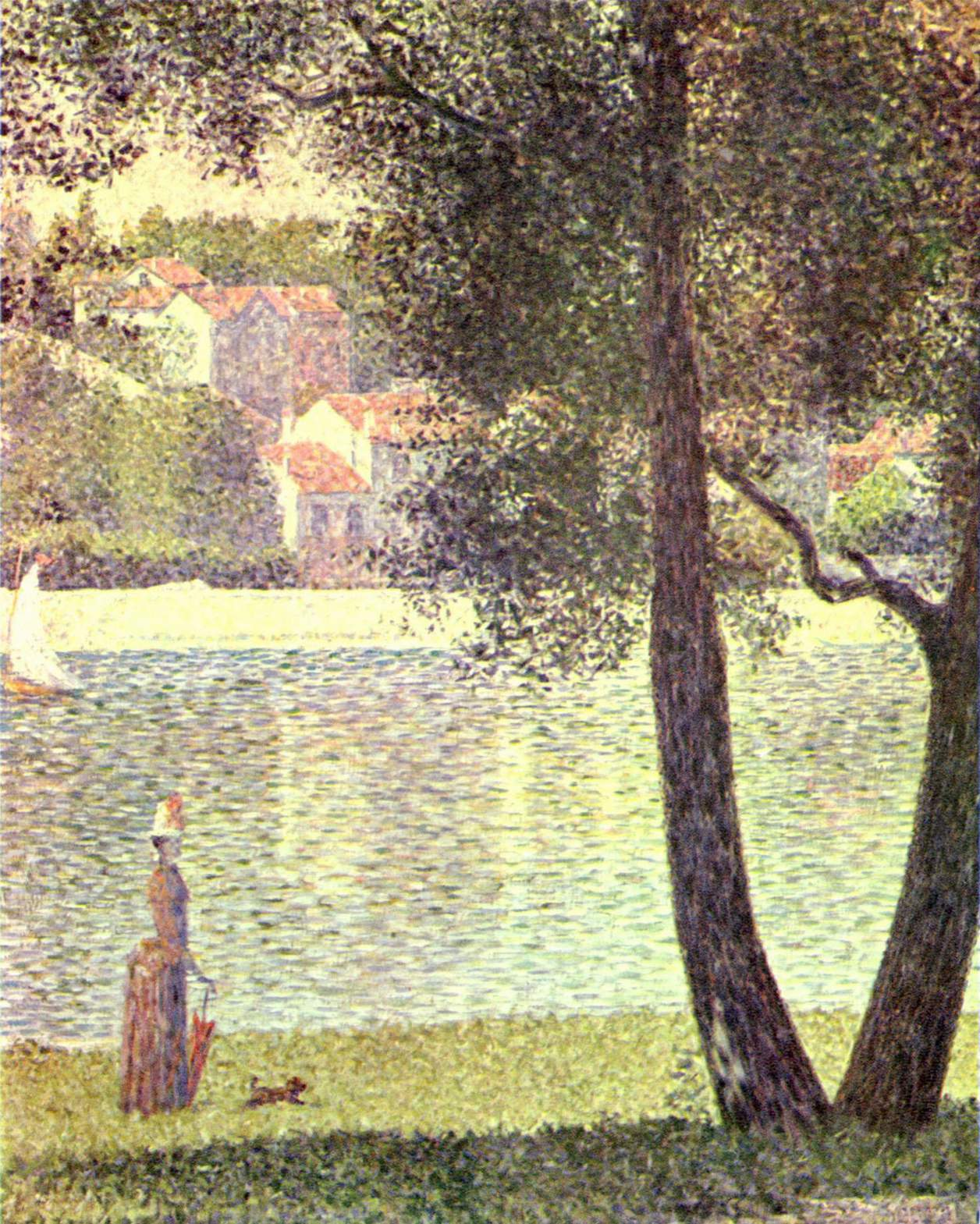
Geiporges Seurat: A Szajna Courbevoie-nál

Amikor Párizsba ment, vonzották a Louvre ősi festményei, és nem meglepő módon Georges Seurat munkái, akihez a francia művészek közül stílusában a legközelebb állt. A hagyományok nyomán, avantgárdtól távoli oktatásának megerősítése volt, hogy francia tapasztalatai során megvetette a kubista és fauve festészetet, miközben az impresszionisták festményeit nézegette, és szenvedélyes Cézanne-rajongó lett.
Hazatérése után azonban a dolgok más árnyalatokat kaptak, különösen a második futurista festészeti kiállítást követően, amelyre márciusban a római Sprovieri Galériában látogatott el. Az év végén találkozott a minden újítástól idegenkedő Ubaldo Oppival, majd nem sokkal utána Cipriano Efisio Oppóval, majd a Valori plastici magazin vezetőjével, amely az első világháború utáni időszakban a rend helyreállításának igényét hirdette, a 20. század elejét jelző számtalan kísérlet után.
Azok a képek, amelyeket 1915-ben, közvetlenül a nagy földrengés után Avezzanóban látott, hozzájárultak ahhoz, hogy ars poeticája még jobban eltávolodott egy előre meghatározott kategóriától. 1974-ben írt Önéletrajzában a festő elmeséli, hogy ez a tapasztalat mennyire hozzájárult ahhoz, hogy nagyobb drámaiságot hozzon művészetébe.
Ebben az időszakban a futurista műveket, például a Család szereplőinek első vázlatát váltogatta más, cézanne-i ihletésű munkákkal. A Zeneművészeti Intézetben 1915–1916-ban, amikor eljött első egyéni kiállításának ideje, amelynek az Amatőrök és Képzőművészek Társasága LXXXV. Kiállítása és a művészben megnyilvánuló irányzatok összegzése volt. Michelangelo Pietàja, amelyet egy figuratív pályaszakasz kísér, amely a gyermekkori tájképek és portrék felé (beleértve Matilde Festáét is, aki a híres építész, Marcello Piacentini felesége lesz), de egyben a „hallucinált” festészet első íze is, valamint a futurista alkotások főként egy fiatal szerző igényeinek tulajdoníthatók az aktuális kulturális légkörben. Megjelenik a prizma is, az a jelentésekkel teli tárgy, amelynek egyre nagyobb súlya lesz Ferrazzi művészetében.
Első önálló kiállítása miatt – a zürichi Kunsthausban – Országos Művészeti Díjas tisztségét megvonták 1917-ben. 1918. szeptember 7-én avatták be a szabadkőművességbe a római Alto Adige páholyban. 1919-ben kiállított a milánói Nagy Nemzeti Futurista Kiállításon, ezután Firenzében, Genovában és Moszkvában. 1921-ben részt vett az első Római Biennálén, 1923-ban pedig a Második Biennálén.
1926-ban részt vett a New York-i Gran Central Art Galleries Modern Olasz Művészeti Kiállításán. Abban az évben Carnegie-díjat kapott. 1929-ben a Római Képzőművészeti Akadémia képi dekoráció tanára lett; tanítványai között volt Renato Guttuso és Búza Barna is. 1931-ben Rómában a Nemzeti Művészeti Első Kvadrennálén állított ki. 1933-ban, annak ellenére, hogy nem volt tagja a Fasiszta Pártnak, Olaszország akadémikusává nevezték ki. Az 1930-as években részt vett az olasz huszadik századról szóló kiállításon, amelyet Buenos Airesben rendeztek meg. 1941-ben két nagy enkausztikát mutatott be a Padovai Egyetem Sala del Galilei épületében. 1943-ban a Római Galériában nagy egyéni kiállításon állított ki. 1946-ban új egyéni kiállítása nyílt a San Marco Galériában.
Ezt követően részt vett a Quadrennálékon, Biennálékon és a Carnegie-díj utolsó kiadásán. 1951-ben vallási témájú freskókat készített a Santa Rita da Cascia-bazilikában és a római Sant'Eugenio-templomban. 1954-ben fejezte be Apokalipszis című nagy mozaikját az Ottolenghi-mauzóleum kriptájának falán Acqui Termében. Az 1950-es években szobrászként is dolgozni kezdett. 1956-ban megfestette Arcumeggiában az „Attesa” című freskót. A Vatikáni Múzeumokban (Modern vallási művészet gyűjteménye) Krisztus és az apostolok három munkája található, táblakép (1945); Krisztus és Szent Pál, olaj, vászon (1965); Szent Pál, mozaik (1968–69). Részt vett az Accademia Salentinán, Girolamo Comi báró palotájában, ahol alkalma nyílt találkozni Maria Cortival és más dél-olaszországi képzőművészekkel meg írókkal.

## Művei a múzeumokban
- Novecento Múzeum Firenzében
- Michelangelo Buonarroti, Caprese Michelangelo szülőhelye, Arezzo

## Fordítás
- Ez a szócikk részben vagy egészben  a   Ferruccio Ferrazzi című olasz Wikipédia-szócikk ezen változatának fordításán alapul.  Az eredeti cikk szerkesztőit annak laptörténete sorolja fel. Ez a jelzés csupán a megfogalmazás eredetét és a szerzői jogokat jelzi, nem szolgál a cikkben szereplő információk forrásmegjelöléseként.

## Bibliográfia
- Carlo Franza, Il Novecento, Ferruccio Ferrazzi, IL GIORNALE. IT, 2020. március 3.
- Carlo Ludovico Ragghianti, Jacopo Recupero, Ferruccio Ferrazzi, Róma, Officina, 1974
- Arcumeggia. A szabadtéri freskógaléria (szerkesztette: Alberto Bertoni és Raffaella Ganna), Varese, Macchione, 1997
- AA. VV. , Ferruccio Ferrazzi. Vízió, szimbólum, varázslat. Művek 1915-1947 (szerkesztette: Fabrizio D'Amico és Netta Vespigiani), Milánó, 5 kontinens, 2004
- Carlo Alberto Bucci e Mario Quesada, FERRAZZI, Ferruccio, in Biographical Dictionary of Italians, vol. 46, Róma, Istituto dell'Enciclopedia Italiana, 1996. Az URL megtekintve 2018. október 14-én
- Mario Quesada, Ferruccio Ferrazzi, De Luca edizioni d'Arte, Róma, 1989
- Mario Quesada-Bruno Mantura, Ferruccio Ferrazzi, Leonardo Arte-Electa, Milánó 1989
- Alessandra Imbellone, Ferruccio Ferrazzi, Galleria Berardi, Róma, 2019. november